# Jubaland

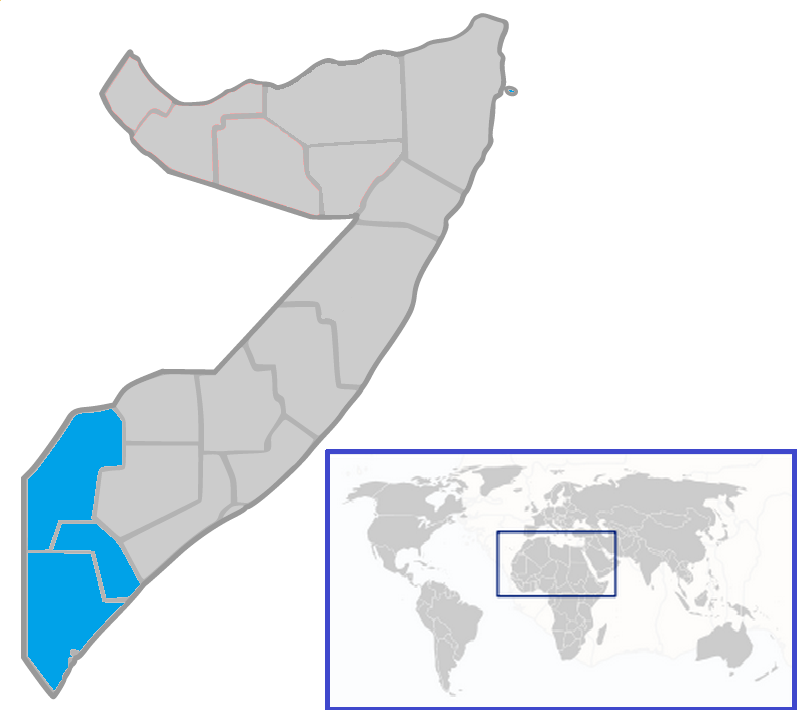
Jubalands läge i Somalia.

Jubaland (somaliska: Jubbaland; italienska: Oltre Giuba) är en historisk region i Östafrika, väster om floden Juba. Sedan 2016 utgör Jubaland en av Somalias delstater.

## Historia
Området tillhörde under medeltiden Ajuransultanatet, men kontrollerades av sultanatet Zanzibar i slutet av 1800-talet, och blev därmed en del av kolonin Brittiska Östafrika. Området avträddes 1925 till Italien, som 1926 inlemmades Jubaland i Italienska Somaliland. Området är nu en del av Somalia. Den viktigaste staden i Jubaland är Kismayo.
Mellan 1901 och 1935 verkade svenska missionärer i Jubaland, utsända av EFS. Missionsstationer fanns i Kismayo, Yontoy, Mana Mofi och Alessandra.